# Gossielekstancyja
Gossielekstancyja (ros. Госселекстанция) – osiedle w Rosji, w obwodzie wołgogradzkim, w rejonie kamyszyńskim. W 2010 liczyło 883 mieszkańców.